# Alda Bandeira
Alda Bandeira, née le 22 septembre 1949 à Santana à Sao Tomé-et-Principe, est une femme politique santoméenne.

## Biographie
En 1975, elle devient députée et est l'une des six premières femmes à siéger à l'Assemblée nationale.
De son indépendance en 1975 à 1990, Sao Tomé-et-Principe est une république à parti unique, dirigée par le Mouvement pour la libération de Sao Tomé-et-Principe. Lors de l'ouverture au multipartisme, Alda Bandeira fonde le Parti de convergence démocratique - Groupe de réflexion (PCD-GR), positionné au centre-gauche. Le PCD-GR remporte les premières législatives libres en 1991. Elle est ministre des Affaires étrangères de 1991 à 1993, dans les gouvernements de Daniel Daio et Norberto Costa Alegre.
En 1996, elle se présente à l'élection présidentielle et finit à la troisième place avec 16 % des voix. En 2002, elle est une nouvelle fois nommée ministre des Affaires étrangères mais démissionne quelques mois plus tard.
Mariée à Norberto Costa Alegre, Alda Bandeira est directrice générale de l'institut d'administration portuaire et maritime Marítimo e de Administração Portuaria.